# اوسایرکس

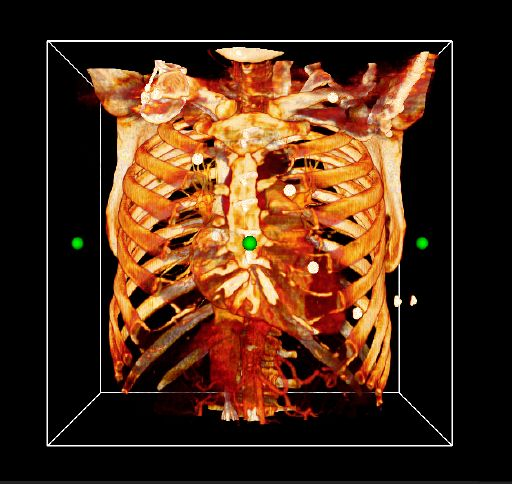
قابلیت های گرافیکی این نرم‌افزار پزشکی

اوسایرکس (به انگلیسی: OsiriX) نام نرم‌افزاریست که برای کاربردهای تشخیصی در فیزیک پزشکی ساخته شده است.
این نرم‌افزار که برای مک اواس ده طراحی شده است استفاده بسیاری در تصویربرداری پزشکی دارد. 
این نرم‌افزار ناظر (viewer) دارای پلاگین‌ها و ابزار تحلیلی (analyzing tools) و هدایت گرافیکی (navigation) فراوانیست که برای دیدن تصاویری همچون تصاویر دایکام طراحی گردیده.
این نرم‌افزار برای داونلود و استفاده رایگان می‌باشد.